# Ha-Mapil
Ha-Mapil (hebr.: המעפיל) – kibuc położony w samorządzie regionu Emek Chefer, w Dystrykcie Centralnym, w Izraelu.
Członek Ruchu Kibuców (Ha-Tenu’a ha-Kibbucit).

## Historia
Kibuc został założony w 1945.

## Gospodarka
Gospodarka kibucu opiera się na intensywnym rolnictwie.